# Flor de fuego
Flor de fuego es la sexta producción discográfica y el quinto álbum del grupo musical venezolano Caramelos de Cianuro. 
Este disco es un poco más suave que los anteriores teniendo como primer sencillo la canción «Como serpiente» y de segundo «No eres tú» el cual tiene un video musical que vendría siendo el único de este disco, aparte de ser el primer álbum con Pável Tello como bajista.

## Formación
- Asier Cazalís (voz, guitarras)
- Alfonso Tosta (batería y programación)
- Pavel Tello (bajo)
- Miguel González "El Enano" (guitarras)

## Lista de canciones
1. No eres tú - 2:50
2. Como serpiente - 3:48
3. Baby Cohete - 3:07
4. Delineador - 4:23
5. Chewin Gum - 3:17
6. Así (con Oscar de León) - 4:23
7. Guerra lenta - 4:00
8. Flor de fuego - 3:12
9. Electrobotic - 3:58
10. Veneno - 4:14

- Datos: Q5460227